# Чемпионат России по плаванию 1996
IV чемпионат России по плаванию прошёл с 23 по 27 апреля 1996 года в СК «Олимпийский», Москва.

## Призёры

### Мужчины

#### 50 м, вольный стиль
Александр Попов (Волгоградская область) — 22.43

 Владимир Предкин (Санкт-Петербург) — 23.03

 Сергей Борисенко ( Казахстан) — 23.05

#### 100 м, вольный стиль
Александр Попов (Волгоградская область) — 48.88

 Владимир Предкин (Санкт-Петербург) — 50.48

 Роман Егоров (Санкт-Петербург) — 50.53

#### 200 м, вольный стиль
Владимир Пышненко (Ростовская область) — 1.49.38

 Алексей Степанов (Санкт-Петербург) — 1.51.15

 Юрий Мухин (Омская область) — 1.51.17

#### 400 м, вольный стиль
Алексей Акатьев (Москва) — 3.52.53

 Алексей Буценин (Москва) — 3.52.95

 Алексей Степанов (Санкт-Петербург) — 3.54.76

#### 1500 м, вольный стиль
Алексей Акатьев (Москва) — 15.09.35

 Алексей Буценин (Москва) — 15.23.92

 Евгений Безрученко (Москва) — 15.26.27

#### 100 м на спине
Владимир Сельков (Волгоградская область) — 55.56

 Александр Попов (Волгоградская область) — 56.22

 Алексей Батухтин (Самарская область) — 57.14

#### 200 м на спине
Владимир Сельков (Волгоградская область) — 1.58.32

 Сергей Остапчук (Волгоградская область) — 2.01.21

 Сергей Судаков (Волгоградская область) — 2.03.02

#### 100 м, брасс
Станислав Лопухов (Калужская область) — 1.02.04

 Роман Ивановский (Волгоградская область) — 1.02.04

 Андрей Корнеев (Москва) — 1.02.16

#### 200 м, брасс
Андрей Иванов (Санкт-Петербург) — 2.14.76

 Андрей Корнеев (Москва — Омская область) — 2.14.97

 Станислав Лопухов (Калуга) — 2.16.32

#### 100 м, баттерфляй
Денис Панкратов (Волгоградская область) — 52.80

 Владислав Куликов (Москва) — 53.60

 Денис Пиманков (Омская область — Свердловская область) — 53.84

#### 200 м, баттерфляй
Денис Панкратов (Волгоградская область) — 1.57.33

 Алексей Колесников (Москва) — 1.59.83

 Александр Горгураки (Самарская область) — 2.02.48

#### 200 м, комплексное плавание
Алексей Батухтин (Самарская область) — 2.04.99

 Григорий Матузков  (Омская область) — 2.05.05

 Александр Голубев (Калужская область) — 2.05.83

#### 400 м, комплексное плавание
Григорий Матузков  (Омская область) — 4.25.04

 Андрей Кулешов (Москва) — 4.28.71

 Владислав Бесходарный (Воронежская область) — 4.31.49

#### Эстафета 4 × 100 м, вольный стиль
Санкт-Петербург (Роман Щёголев, Роман Егоров, Алексей Павлов, Владимир Предкин) — 3.23.87

В/к  Казахстан — 3.26.31

 Москва (Максим Коршунов, Александр Васильев, Пётр Бонденков, Владислав Куликов) — 3.26.72

 Омская область (Степан Ганзей, Алексей Авдюков, Григорий Овчинников, Иван Усов) — 3.33.55

#### Эстафета 4 × 200 м, вольный стиль
Москва (Алексей Заводников, Сергей Гришокин, Евгений Безрученко, Алексей Буценин) — 7.32.95

 Омская область-1 (Дмитрий Чернышов, Владислав Аминов, Михаил Юзефович, Алексей Авдюков) — 7.37.90

 Санкт-Петербург (Александр Шилин, Сергей Фофанов, Антон Цыпкин, Алексей Степанов) — 7.43.74

#### Комбинированная эстафета 4 × 100 м
Волгоградская область-1 (Владимир Сельков, Роман Ивановский, Денис Панкратов, Александр Попов) — 3.37.48, РЕ

 Москва (Максим Коршунов, Андрей Корнеев, Владислав Куликов, Александр Васильев) — 3.47.12

 Санкт-Петербург (Александр Шилин, Денис Гришин, Игорь Марченко, Роман Щёголев) — 3.48.45

### Женщины

#### 50 м, вольный стиль
Наталья Мещерякова (Москва — Самарская область) — 25.31

 Наталья Сорокина (Самарская область) — 26.42

 Инна Яицкая (Самарская область) — 26.60

#### 100 м, вольный стиль
Наталья Мещерякова (Москва — Самарская область) — 56.03

 Наталья Сорокина (Самарская область) — 57.07

 Татьяна Литовченко (Самарская область) — 57.44

#### 200 м, вольный стиль
Татьяна Литовченко (Самарская область) — 2.02.17

 Надежда Чемезова (Свердловская область) — 2.03.65

 Елена Козлова (Санкт-Петербург) — 2.04.87

#### 400 м, вольный стиль
Надежда Чемезова (Свердловская область) — 4.19.65

 Наталья Козлова (Москва) — 4.24.40

 Ольга Гусева (Москва) — 4.25.71

#### 800 м, вольный стиль
Ольга Гусева (Москва) — 9.06.41

 Надежда Малышева (Волгоградская область) — 9.07.07

 Людмила Желудкова (Москва) — 9.07.16

#### 100 м на спине
Нина Живаневская (Самарская область) — 1.01.56

 Ольга Кочеткова (Самарская область) — 1.03.18

 Елена Гречушникова (Алтайский край) — 1.05.00

#### 200 м на спине
Нина Живаневская (Самара) — 2.11.60

 Елена Гречушникова (Алтайский край) — 2.15.63

 Анна Симагина (Москва) — 2.18.96

#### 100 м, брасс
Ольга Ландик (Санкт-Петербург) — 1.11.40

 Елена Макарова (Москва) — 1.11.57

 Юлия Ландик (Санкт-Петербург) — 1.12.61

#### 200 м, брасс
Елена Макарова (Москва) — 2.32.16

 Дарья Шмелёва (Волгоградская область) — 2.33.12

 Юлия Ландик (Санкт-Петербург) — 2.37.03

#### 100 м, баттерфляй
Светлана Поздеева (Самарская область) — 1.00.76

 Елена Назёмнова (Пензенская область) — 1.01.53

 Светлана Лешукова (Челябинская область) — 1.02.56

#### 200 м, баттерфляй
Светлана Поздеева (Самарская область) — 2.15.16

 Наталья Разумова (Самарская область) — 2.19.73

 Наталья Яковлева (Пензенская область) — 2.20.59

#### 200 м, комплексное плавание
Дарья Шмелёва (Волгоградская область) — 2.19.04

 Екатерина Виноградова (Москва) — 2.21.11

 Наталья Козлова (Москва) — 2.21.36

#### 400 м, комплексное плавание
Дарья Шмелёва (Волгоградская область) — 4.46.09

 Наталья Козлова (Москва) — 4.54.31

 Олеся Яманаева (Марий Эл) — 5.00.22

#### Эстафета 4 × 100 м, вольный стиль
Москва (Наталья Козлова, Анна Симагина, Марина Чепуркова, Наталья Каюмова) — 3.58.26

 Самарская область (Ольга Смирнова, Светлана Гашникова, Дарья Ломакина, Тамара Карташова) — 3.58.36

 Санкт-Петербург (Елена Морозова, Марина Гольхова, Наталья Гавриленко, Елена Козлова) — 4.01.05

#### Эстафета 4 × 200 м, вольный стиль
Москва (Екатерина Виноградова, Ольга Громова, Людмила Желудкова, Ольга Гусева) — 8.41.54

 Волгоградская область (Анжела Соловьёва, Любовь Юдина, Кристина Горемыкина, Олеся Бурова) — 8.41.75

 Самарская область (Ольга Смирнова, Светлана Гашникова, Ирина Карпова, Тамара Карташова) — 8.44.27

#### Комбинированная эстафета, 4 × 100 м
Москва (Анна Симагина, Елена Макарова, Екатерина Виноградова, Наталья Каюмова) — 4.21.09

 Самарская область (Наталья Гагина, Людмила Мамонтова, Наталья Разумова, Тамара Карташова) — 4.22.81

 Санкт-Петербург (Юлия Кравченко, Ольга Шайдулина, Анастасия Калачевская, Ольга Ландик) — 4.25.13